# Beta (Olt)
De Beta is een zijrivier van de Olt in Roemenië. De rivier ligt volledig in het Harghita district. 
De rivier vindt zijn oorsprong nabij de plaats Harghita-Băi. De uitmonding in de Olt gebeurt ter hoogte van Ciba, een plaats in de gemeente Miercurea Ciuc. 